# مزار حافظ رجب
مزار حافظ رجب مربوط به دوره قاجار است و در شهرستان تربت حیدریه، بخش کدکن، دهستان کدکن، روستای برس واقع شده و این اثر در تاریخ ۱۴ اسفند ۱۳۸۵ با شمارهٔ ثبت ۱۷۸۷۳ به‌عنوان یکی از آثار ملی ایران به ثبت رسیده است.